# Куркчи, Усеин Османович
Усеи́н Осма́нович Куркчи́ (крымскотат. Üsein Osman oğlu Kürkçi, Усеин Осман огълу Куркчи; 23 января 1905, Бахчисарай, Таврическая губерния — 22 ноября 1996 или 1996, Маргилан, Ферганская область) — крымскотатарский тюрколог-лингвист, педагог. Кандидат филологических наук (1934). Преподаватель Крымского педагогического института (1933—1937). Провёл в лагерях 16 лет. Реабилитирован в 1957 году.

## Биография
Родился 23 января 1905 года в Бахчисарае в многодетной семье кустаря-ремесленника. Брат — Умер Куркчи (1902—1978), врач, директор татарского медицинского техникума в Симферополе.
В школьные годы учился у поэта и педагога Якуба Шакир-Али. Окончив школу, поступил в Бахчисарайскую учительскую семинарию им. Исмаила Гаспринского (1918—1920). С 1924 по 1926 — студент историко-филологического факультета Бакинского университета. Учился у Василия Бартольда, Бекира Чобан-заде и Г. С. Губайдуллина.
Окончив университет, возвращается на полуостров, где преподаёт в школе села Коккоз. Работал в журнале «Окъув ишлери» («Дела обучения»). В 1931 году поступает в аспирантуру Крымского педагогического института, где учится в течение двух лет. В 1933 году начинает преподавать крымскотатарский язык и общее языкознание в Крымском педагогическом институте. В 1934 году становится кандидатом филологических наук, защитив диссертацию «Основы крымскотатарского языка». На Крымской языковедческой конференции 1934 года выступал с докладом «О грамматике крымскотатарского языка». В это же время параллельно работал в НИИ крымскотатарского языка и литературы им. Пушкина.
По подозрению в участии в контрреволюционной организации «Милли фирка» и связях с Бекиром Чобан-заде НКВД 28 апреля 1937 года арестовывает Усеина Куркчи. В ходе обыска изымается 53 фотографии, 250 писем, 77 тетрадей и блокнотов, папка с рукописями на крымскотатарском и 248 книг. В ходе второго допроса, 2 ноября 1937 года, Куркчи под давлением НКВД признаёт своё участие в националистической контрреволюционной группе, действовавшей во время обучения в Баку. Деятельность контрреволюционеров, по словам Куркчи, заключалась в срыве внедрения новотюркского латинизированного алфавита. 4 августа 1938 года решением Особого Совещания при НКВД СССР было установлено, что Куркчи «вёл вредительскую подрывную работу на языковом и культурном строительстве в Крыму». Куркчи был осуждён на восемь лет исправительно-трудовых лагерей по статье 58-10, 11.
С 1938 по 1939 год находился в Кулайлаге, с 1939 по 1943 — в Березлаге, а с 1943 по 1945 год — в Устьвымлаге. Вышел из лагеря 28 апреля 1945 года. После этого, до сентября 1946 года, Куркчи работает по вольному найму старшим рабочим по мелиорации и землеустройству в Устьвымлаге. Уволившись из лагеря, переехал в Узбекскую ССР. Вначале, перебирается в Фергану, а после — в Маргилан. Работал преподавателем русского языка в 5-10 классах школы № 12 Маргилана.
Во второй раз Куркчи арестовывают 26 марта 1949 года и помещают во внутреннюю тюрьму УМГБ по Ферганской области. За время следствия с Куркчи было проведено восемь допросов. Обвинительный акт, датированный 4 мая 1949 года, постановил направить дело учёного на рассмотрение Особого Совещания МГБ СССР для определения места поселения. Ссылку он отбывал в Красноярском крае. Проживая в селе Долгий Мост, Куркчи 8 марта 1954 года пишет письмо генеральному прокурору СССР, в котором просит снять с него судимость по сфабрикованному делу. В заключении УКГБ при СМ УССР по Крымской области от 20 мая 1954 года устанавливалось, что приговор Куркчи был вынесен обосновано. Спустя три года дело Куркчи пересматривается в порядке надзора Военным трибуналом Одесского военного округа от 8 января 1957 года. Два приговора Куркчи, от 1938 года и 1949 года, отменяются в связи с отсутствием состава преступлений. После этого Куркчи выходит на свободу.
Освободившись работал учителем в Маргилане. На пенсию Куркчи уходит в 1965 году.
Скончался 22 ноября 1996 года в Маргилане.

## Научная деятельность
Публиковал статьи по крымскотатарскому языкознанию и литературе. В 1936 году подготовил орфографический словарь крымскотатарского языка и учебник на основе латинской графики.
В 1986 году в Ташкенте вышла его работа «Фикир инджилери» («Жемчужины разума»).
Работал над созданием первого крымскотатарского фразеологического словаря, куда вошло 5 тысяч выражений. Фрагменты словаря публиковались в 1987 году в журнале «Йылдыз» (Звезда) в Ташкенте.
После смерти Куркчи его архив хранился у зятя Эрвина Джепарова в Фергане. В 1999 году архив работ Куркчи из Узбекистана доставили в Крым. Материалы были переданы на хранение в архивный отдел библиотеки им. Исмаила Гаспринского.

## Работы
- Грамматика. Учебник для средней школы. Часть 2: Синтаксис. Симферополь, 1935
- Орфографический словарь крымско-татарского языка. Симферополь: Гос. изд-во Крым. АССР, 1936
- Жемчужины разума: Взгляд на сегодняшний день лит. яз. Ташкент, 1986